# Generace Kolumbů
Generace Kolumbů či generace 1920 (pl. Pokolenie Kolumbów či pokolenie 1920) je polská literární generace, jejíž příslušníci se narodili do rodícího se svobodného Polska a dospívali v časech druhé světové války, která zásadním způsobem ovlivnila (a mnohdy i předčasně ukončila) jejich tvorbu. Kteří bojovali proti zahraniční okupaci a studovali na tajných univerzitách. Jméno generace vzniklo podle románu jejího člena Romana Bratnyho Kolumbowie. Rocznik 20, a má vyjadřovat, že tito autoři objevovali nové Polsko jako Kolumbus Ameriku.
Nejznámější představitelé generace: Krzysztof Kamil Baczyński (1921–1944), Lech Bądkowski (1920–1984), Tadeusz Borowski (1922–1951), Roman Bratny (1921–2017), Bohdan Czeszko (1923–1988), Tadeusz Gajcy (1922–1944), Józef Hen (* 1923), Gustaw Herling-Grudziński (1919–2000), Anna Kamieńska (1920–1986), Tadeusz Różewicz (1921–2014), Zdzisław Stroiński (1921–1944), Józef Szczepański (1922–1944), Andrzej Trzebiński (1922–1943) a Witold Zalewski (1921–2009).